# Блатен аир
Блатният аир (Acorus calamus), познат още като акорус или ароматна тръстика, е многогодишно тревисто растение, достигащо метър и половина на височина, по произход от Хималаите. Растението е в списъка на лечебните растения съгласно Закона за лечебните растения и е защитено растение съгласно Закона за биологичното разнообразие.

## Разпространение и биотоп
Блатният аир произхожда от Северна Азия. През средните векове е отглеждан и на Балканския полуостров. Сега се среща рядко, явно подивял, по блатистите, мочурливи места, в бавнотечащи води. В България плодовете не узряват, поради което се размножава вегетативно. Находищата са ограничени – Софийско, Самоковско, Казанлъшко и край р. Искър. В диво състояние е разпространено в много райони на Азия и в приатлантическите части на Северна Америка.

## Химичен състав
Етерично масло, което се състои от d-α-пинен, d-камфен, d-камфор, борнеол, евгенол, метилевгенол, азарон, кариофилен, куркумен, гвайен, селинен, каламен, калокорен, изоакорон, каламендиол, калорен, проазулен и въглерод с неизучен състав (1977 г.). В коренището се съдържат още горчивият гликозид акорен, алкалоидът каламин, дъбилни вещества, витамин С, скорбяла, слузни вещества, смола и др. В листата са открити дъбилни вещества и етерично масло.

## Билка и подправка
Внимание! Някои европейски и азиатски разновидности на блатния аир (без диплоидния) съдържат канцерогенното и плодоувреждащо вещество асарон, което представлява до 80% от 9-те % етерично масло в коренището.
Още индийските лекари го използвали, а древните гърци и римляните научили за него от арабските и финикийските търговци. Споменава се и по време на походите на Александър Македонски в Индия.

### Време и начин на бране и заготовка
Коренищата се изваждат рано напролет, в средата на лятото и през есента. През пролетта дрогата е най-богата на етерично масло. Коренищата се измиват и нарязват на късове с дължина 10 – 15 см. Сушенето се извършва в проветриви помещения или в сушилня при температура до 30 °C. Правилно заготвената дрога е жълтокафява отвън, а отвътре – бяла.
Изсушените и стрити коренища на блатния аир са традиционна подправка в индийската и арабската кухня, използва се за сладкиши (меденки, ореховки) и за компоти, сладка, желета и конфитюри.
Коренищата се използват за приготвяне на лекарствени сиропи и запарки.

### Лечебно и здравно действие
- Афродизиак
- Абортивно
- Болковъзпиращо
- Възбуждащо апетита
- Засилващо менструацията
- Общотонизиращо
- Халюциногенно
- Подагра
- Киселини